# آغازگر
آغازگر (به انگلیسی: Primer) فیلم مستقل علمی-تخیلی درام، به نویسندگی، کارگردانی و تهیه‌کنندگی شین کاروث و محصول سال ۲۰۰۴ است.
این فیلم با موضوع سفر در زمان، به‌خاطر بودجهٔ ساخت بسیار محدود، ساختار تجربی فیلم‌نامه، مفاهیم فلسفی و دیالوگ‌های فنّی پیچیده شناخته می‌شود.
آغازگر، جایزه بزرگ هیئت داوران جشنواره فیلم ساندنس ۲۰۰۴ را از آنِ خود کرد.